# Prima la vita
Pour plus de détails, voir Fiche technique et Distribution.
Prima la vita (titre original : Il tempo che ci vuole) est une comédie dramatique franco-italienne réalisée par Francesca Comencini et sortie en 2024. Le film s'inspire de la relation de la réalisatrice Francesca Comencini avec son père, le célèbre réalisateur italien Luigi Comencini,,
.

## Synopsis
Pendant la période des années de plomb, Francesca, ne trouvant pas sa voie et sa place dans la société, fréquentera un groupe de toxicomanes. Son père la surprendra dans la salle de bain avec une seringue, de là, un dialogue s'ouvrira entre le père et la fille, où elle lui expliquera qu'elle se trouve inutile et « bonne à rien ». Le père l'emmènera à Paris pour son sevrage, malgré sa maladie de Parkinson.

## Fiche technique
- Titre original : Il tempo che ci vuole (litt. « Le temps qu'il faut »)
- Titre français : Prima la vita (litt. « La vie d'abord »)
- Réalisation : Francesca Comencini
- Scénario : Francesca Comencini
- Musique : Fabio Massimo Capogrosso
- Décors : Paola Comencini
- Costumes : Daria Calvelli
- Photographie : Luca Bigazzi
- Son : Lavinia Burchieri
- Montage : Francesca Calvelli, Stefano Mariotti
- Production : Simone Gattoni, Marco Bellocchio, Beppe Caschetto, Bruno Benetti, Sylvie Pialat
- Sociétés de production : Kavac Film, IBC Movie, OneArt, Les Films du Worso, Rai Cinema, Minerva Pictures
- Sociétés de distribution :
  - Italie : 01 Distribution
  - France : Pyramide Distribution
- Pays de production :  Italie -  France
- Langue originale : italien
- Format : couleurs
- Genre : Comédie dramatique
- Durée : 110 minutes
- Dates de sortie : 
  - Italie : 6 septembre 2024 (Mostra de Venise 2024) ; 26 septembre 2024 (sortie nationale)
  - France : 12 février 2025[4]

## Distribution
- Romana Maggiora Vergano : Francesca Comencini
  - Anna Mangiocavallo : Francesca jeune
- Fabrizio Gifuni : Luigi Comencini

## Production
Le film est annoncé en 2021 sous le titre de travail Prima la vita, poi il cinema,. Le tournage commence à Rome à la fin du mois d'août 2023,.

## Accueil critique
Paola Casella de mymovies.it a donné au film quatre étoiles sur cinq et a écrit : « Avec le courage d'une lionne, Francesca Comencini raconte sa relation avec son père, Luigi, dans un film libre qui rend son histoire personnelle universelle ».
Damiano Panattoni de movieplayer.it a attribué au film trois étoiles et demie sur cinq et a écrit : « Intime et très doux, l'hommage de Francesca Comencini a la capacité de parler au public grâce à l'universalité d'une histoire privée dans laquelle on peut se retrouver, entre les gestes, les mots, les silences, les étreintes. Il peut souffrir d'une certaine redondance rhétorique, mais l'émotion et l'ardeur sont telles qu'elles font de Il tempo che ci vuole une œuvre congruente et émouvante, dans sa gratitude sincère, personnelle et amoureuse ».